# جون ليفين
جون ليفين (بالإنجليزية: Jon Levin)‏ هو محامي أمريكي، ولد في 18 مارس 1966 في وودمير في الولايات المتحدة.

## وصلات خارجية
- جون ليفين على موقع ميوزك برينز (الإنجليزية)
- جون ليفين على موقع ديسكوغز (الإنجليزية)